# 유연지
유연지(1983년 7월 22일~)는 대한민국의 배우이다.

## 출신 학교
- 가천길대학
- 세민정보고등학교 졸업
- 정목국민학교 졸업

## 출연 작품

### 드라마
- 2005년 EBS 수목드라마 《겨울아이》 ... 홍단 역
- 2006년 KBS2 수목드라마 《황진이》 ... 섬섬이 역
- 2007년 MBC 베스트극장 《적루몽》 ... 이진영 역
- 2007년 MBC 일일시트콤 《김치 치즈 스마일》 ... 신연지 역
- 2007년 MBC 월화드라마 《이산》 ... 경수궁 화빈 윤씨 역
- 2008년 SBS 《바람의 화원》 ... 허옥 역
- 2008년 KBS N 스포츠 금요드라마 《복권 3인조》 ... 백세미 역
- 2011년 KBS2 월화드라마 《동안미녀》 ... 박나라 역
- 2013년 KBS1 일일연속극 《힘내요 미스터 김》 ... 장혜령 역[1]
- 2015년 OCN 주말드라마 《아름다운 나의신부》

### 연극
- 2006년 《임진란의 계월향》 ... 계월향 역 (주연)

### 뮤직비디오
- 2006년 S.N.A - Mr. S.N.A
- 2007년 버즈 - 사랑은 가슴이 시킨다 Part.2

### 광고
- 캐시캣
- 레몬에이드
- 굉장한 진공칩
- 클린앤클리어
- 삼성그룹
- 지산 리조트
- 린나이 코리아
- 디어 데이지

## 수상
- 2004년 전국춘향선발대회 미스 춘향 善

## 트리비아
- 조선 정조시대를 배경으로 한 작품에 세 번 출연하였다. 2007년 MBC 《적루몽》,《이산》, 2008년 《바람의 화원》모두 정조시대를 배경으로 하고 있다. 《이산》에 함께 출연한 배우 한지민도 정조시대를 배경으로 한 작품에 세 번 출연하였는데, 《이산》을 시작으로 영화 《조선명탐정》, 《역린》이 모두 정조시대를 배경으로 하고 있다.